# سیارک ۲۳۷۵۰
سیارک ۲۳۷۵۰ (به انگلیسی: 23750 Stepciechan، نامگذاری:1998KQ35) بیست و سه هزار و هفتصد و پنجاهمین سیارک کشف شده‌است که در ۲۲ مه ۱۹۹۸ کشف شد.
قدر مطلق سیارک برابر ۱۲.۳ است.